# Emil Rausch (Theologe)
Emil Rausch (* 7. September 1807 in Kassel; † 28. September 1884 in Rengshausen) war ein deutscher evangelisch-lutherischer Theologe in Hessen.

## Leben
Rausch wurde nach seinem Theologiestudium in Marburg, Halle und Berlin 1832 Pfarrer an der Unterneustädter Kirche in Kassel. Er wurde wegen seiner pietistischen Gesinnung, die sich in seiner Tätigkeit in der Erweckungsbewegung und als Gründungsmitglied eines 1833 in Kassel ins Leben gerufenen Missionsvereins zeigte, im Jahr 1839 durch das Konsistorium in Kassel nach Rengshausen zwangsversetzt. Dort nahm er sich besonders der verwahrlosten Kinder und Jugendlichen an und gründete 1844 das Beiserhaus als Rettungshaus für verwahrloste Kinder.
In den Auseinandersetzungen um die Kirchenstruktur unter preußischer Oberhoheit gehörte Rausch als Anhänger der konservativen Partei um August und Wilhelm Vilmar zu 43 „renitenten“ Pfarrern, die gegen das 1873 gegründete Gesamtkonsistorium in Kassel opponierten und daher ihres Amtes enthoben wurden.